# Coppa Agostoni 1973
La Coppa Agostoni 1973, ventisettesima edizione della corsa, si svolse il 28 agosto 1974 su un percorso di 218 km. La vittoria fu appannaggio dell'italiano Arnaldo Caverzasi, che completò il percorso in 5h06'00", precedendo i connazionali Giacinto Santambrogio e Franco Bitossi.

## Ordine d'arrivo (Top 10)
| Pos. | Corridore             | Squadra            | Tempo    |
| ---- | --------------------- | ------------------ | -------- |
| 1    | Arnaldo Caverzasi     | Filotex            | 5h06'00" |
| 2    | Giacinto Santambrogio | Bianchi-Campagnolo | a 8"     |
| 3    | Franco Bitossi        | Sammontana         | s.t.     |
| 4    | Davide Gazzola        | Scic               | s.t.     |
| 5    | Joseph Bruyère        | Molteni            | s.t.     |
| 6    | Giovanni Dalla Bona   | Dreherforte        | s.t.     |
| 7    | Alessio Antonini      | Jollj Ceramica     | s.t.     |
| 8    | Gabriele Mugnaini     | Filotex            | s.t.     |
| 9    | Luigi Castelletti     | Bianchi-Campagnolo | s.t.     |
| 10   | Emanuele Bergamo      | Filotex            | s.t.     |